# Camasobres
Camasobres es una localidad y pedanía del municipio de La Pernía (provincia de Palencia, Castilla y León). Está a una distancia de 7 km de San Salvador de Cantamuda, la capital municipal, en la comarca de Montaña Palentina, y en la vertiente sur de la Sierra de Híjar.

## Demografía
Evolución de la población en el siglo XXI
| Gráfica de evolución demográfica de Camasobres entre 2000 y 2020   |
|                                                                    |
| Población de derecho (2000-2020) según el padrón municipal del INE |

## Historia
Citado en el siglo XII como “Camasores”, cuenta en su cueva de los Burros con pinturas rupestres, por lo que se comprueba que hubo población en tiempos prehistóricos.
De esta población proceden familias hidalgas como los Peral, y los Duque.
Manuel del Peral y Duque, vecino y natural de Camasobres (09/01/1692), litiga o presenta documentación para defender su estado de Hidalgo ante la Real Chancillería de Valladolid el 20/07/1751. Casado en Camasobres el 20/02/1718 con Josefa González, hija de Marcos González Cosio y María de Amasa.
> Hijo de Andrés del Peral, natural de Villanueva de la Peña (nacido el 30/11/1668), y de Catalina Duque, natural de Camasobres, hija de Marcos Duque y Juana Rodríguez. Casados en Camasobres el 21 de febrero de 1689.
D. Marcos Duque, y de Juana Rodríguez, naturales de Camasobres, son familia hidalga con casa solar blasonada en esta población.
Por parte parterna, D. Manuel del Peral Duque es nieto de D. Blas del Peral (nacido el 26/021618 en Villanueva de la Peña y casado con Dña. Catalina Riba. Bisnieto de Andrés del Peral y Margarita Diez. Tataranieto de Juan del Peral y Rivamontán y María Alonso con rancio abolengo en Villanueva de la Peña.
A la caída del Antiguo Régimen la localidad se constituye en municipio constitucional que en el censo de 1842 contaba con 19 hogares y 109 vecinos, para posteriormente integrarse en Redondo-Areños.

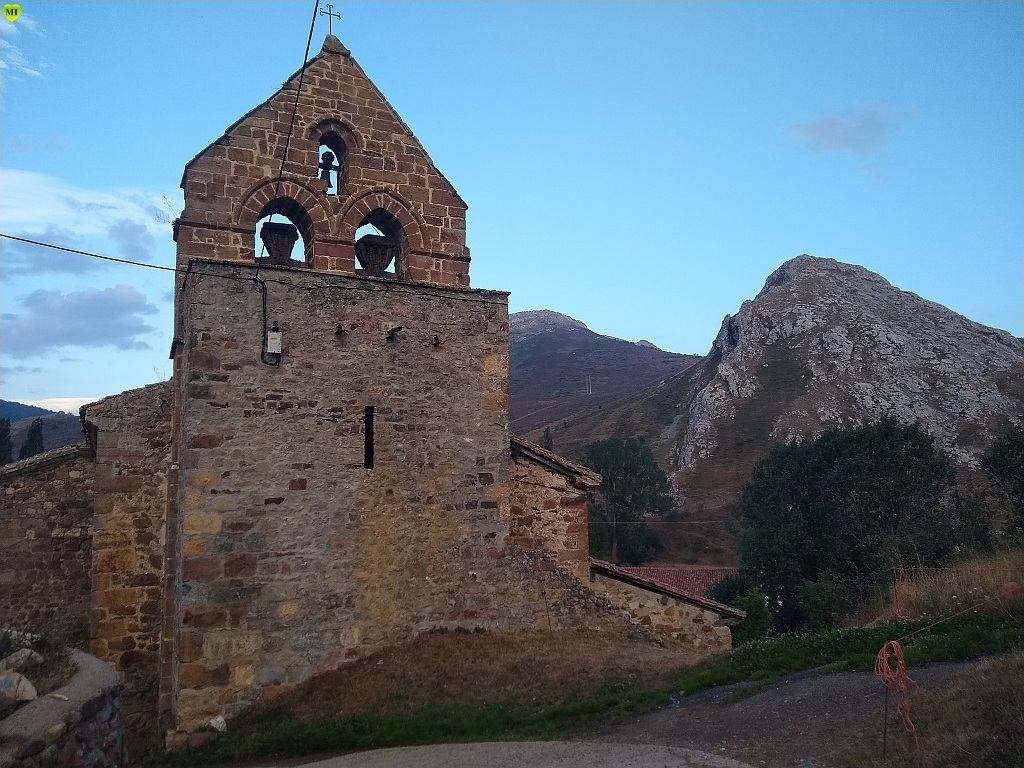
Iglesia de San Pantaleón

## Patrimonio
En la iglesia católica de San Pantaleón cuenta con dos buenos retablos barrocos, el mayor proveniente del pueblo de Villanueva de Vañes, inundado por el pantano. Cuenta también con una buena imagen gótica de la Virgen y el niño. La iglesia tiene origen románico pero solo conserva la espadaña y la pila bautismal de esa época.
Es de destacar una casona hidalga de buena cantería y blasonada, hoy dedicada a la Hostelería.